# Heidenturm (Ibbenbüren)
Der Heidenturm in Ibbenbüren ist wahrscheinlich der Rest der hochmittelalterlichen Stammburg der Edelherren von Ibbenbüren. Er befindet sich am Südrand des Stadtkerns von Ibbenbüren im Kreis Steinfurt in Nordrhein-Westfalen, nördlich des Westausläufers des heutigen Aasees. Archäologische Untersuchungen im Bereich des Bauwerks haben zwischen 1985 und 1987 und 1995 stattgefunden.

## Geschichte
Aufgrund der bei archäologischen Ausgrabungen nachgewiesenen Keramik des 12./13. Jahrhunderts sowie historischer Hinweise könnte es sich bei dem Heidenturm um den Rest des alten Stammsitzes der Edelherren von Ibbenbüren handeln. Eine eindeutige Identifizierung des Bodendenkmals mit der Ibbenbürener Stammesburg ist jedoch beim derzeitigen Forschungsstand noch nicht möglich. Eine Burg der Edelherren wird nur ein einziges Mal 1189 in den Urkunden erwähnt, als der dem Ibbenbürener Geschlecht entstammende Paderborner Bischof Bernhard II. sie dem Paderborner Domkapitel schenkte und gleichzeitig die Grafen von Tecklenburg damit belehnte. Möglicherweise bezieht sich die Erwähnung einer ansonsten nicht belegten Hyddenburg im Jahr 1234 ebenfalls auf diese Burganlage.

## Beschreibung
Der Heidenturm besteht heute aus einer etwa 6 m hohen Ruine von ca. 10 m Durchmesser. Er ist in Zweischalenbauweise aus behauenen Sandsteinquadern errichtet worden. Allerdings sind die Schalen dem Steinraub zu Opfer gefallen und es steht heute nur noch der Mauerkern aus einem Mörtel-Stein-Gussmauerwerk. Bei den Ausgrabungen konnte nordwestlich des Rundturms ein 1,4 m starkes Steinfundament eines West-Ost gerichteten Gebäudes von 7 m Breite freigelegt werden. 13 m nordwestlich des Turmes wurde eine Gräfte angeschnitten. 
Nach den Ergebnissen der Ausgrabung sind bei der Anlage der Fundamentierung des Heidenturms zwei ältere Siedlungsschichten durchschnitten worden. Welchen Charakter diese Vorgängerbesiedlung besaß, lässt sich derzeit nicht beurteilen.